# Гечо
Гечо (баск. Getxo (офіційна назва), ісп. Guecho) — муніципалітет в Іспанії, у складі автономної спільноти Країна Басків, у провінції Біская. Населення — 80 770 осіб (2009).
Муніципалітет розташований на відстані близько 330 км на північ від Мадрида, 11 км на північний захід від Більбао.
На території муніципалітету розташовані такі населені пункти: (дані про населення за 2009 рік)
- Альгорта: 39116 осіб
- Лас-Аренас/Ареета: 27253 особи
- Андра-Марі: 14401 особа

## Демографія
Динаміка населення (INE ):

## Галерея зображень

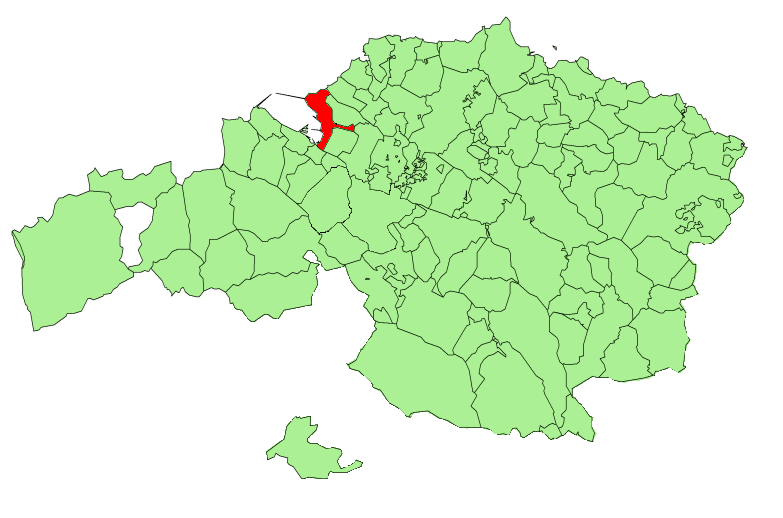
Розташування муніципалітету
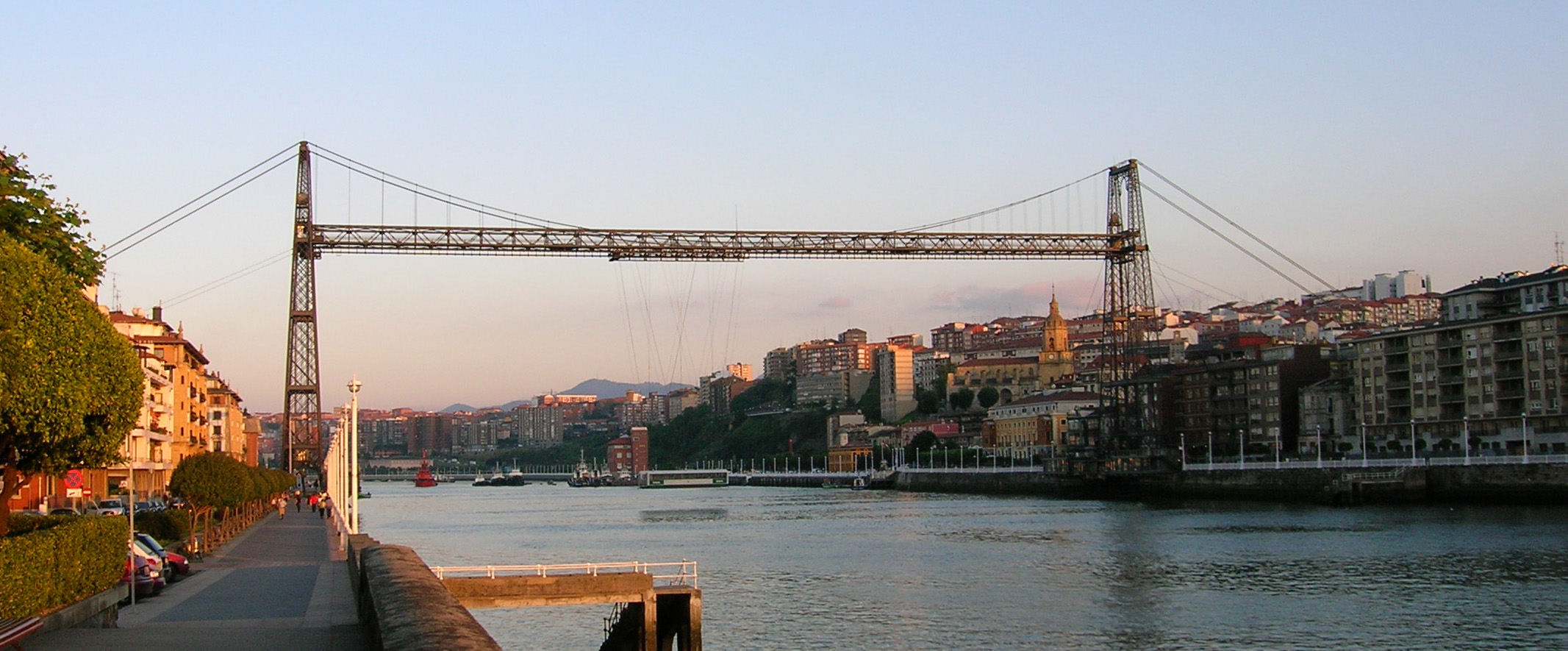
Біскайський міст
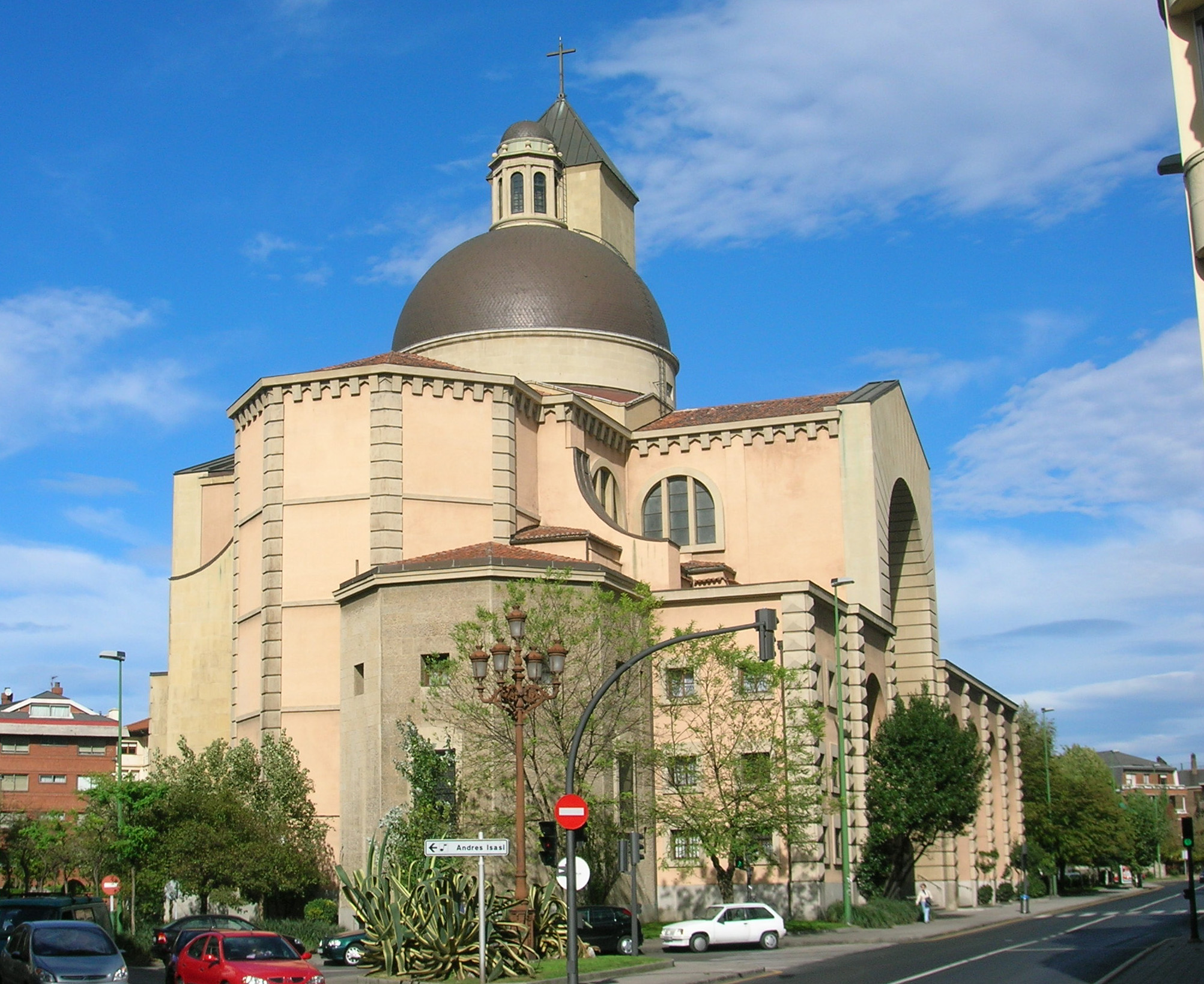
Церква Лас-Мерседес, Лас-Аренас
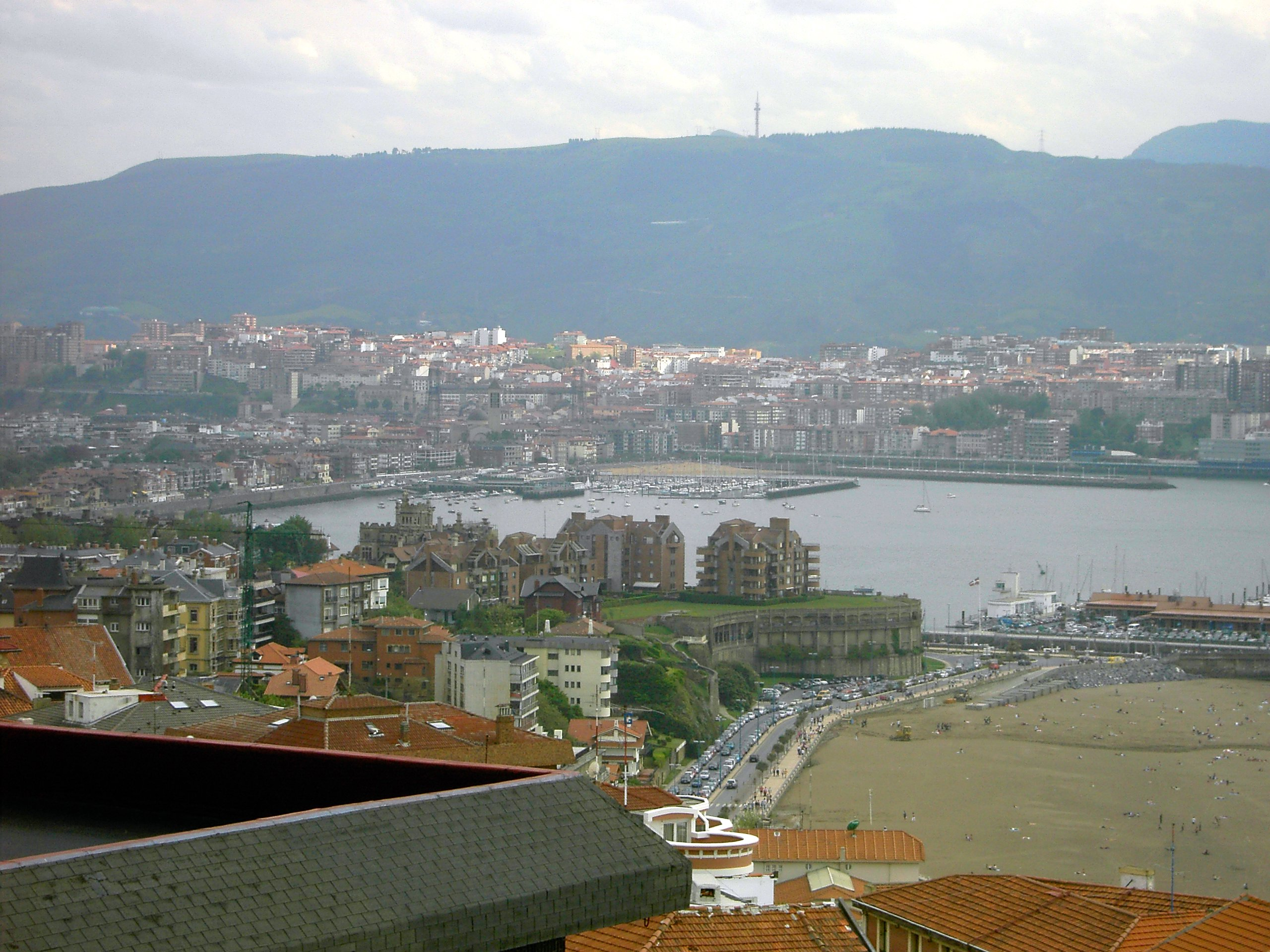
Ереага, Альгорта

## Уродженці
- Ковадонґа О’Ші (* 1938) — іспанська журналістка, письменниця і підприємиця.
- Хосе Марія Саррага (1930—2012) — іспанський футболіст.